# Азарпира, Амир Али
Амир Али Хамид Азарпира (перс. امیرعلی آذرپیرا‎; 6 апреля 2002, Тегеран, Иран) — иранский борец вольного стиля, бронзовый призёр летних Олимпийских игр 2024 года.

## Карьера
Занимается под руководством своего отца Хамида Азарпира, в прошлом борца. В начале ноября 2021 года в Белграде, одолев в финале Раду Лефтера из Молдавии, стал победителем чемпионата мира до 23 лет. В октябре 2022 года в испанской Понтеведре вновь стал победителем чемпионата мира среди борцов до 23 лет, в финале он одолел американца Таннера Слоана. В декабре 2022 года в составе сборной Ирана стал серебряным призёром Кубка мира в американском Коралвилле. 19 апреля 2024 года в Бишкеке на азиатском квалификационном турнире добыл лицензию на Олимпийские игры в Париже.

## Достижения
- Чемпионат мира по борьбе среди спортсменов до 23 лет 2021 — ;
- Первенство мира по борьбе среди юниоров U20 2022 — ;
- Чемпионат мира по борьбе среди спортсменов до 23 лет 2022 — ;
- Кубок мира по вольной борьбе 2022 (команда) — ;
- Международный фестиваль университетского спорта 2023 — ;
- Олимпийские игры 2024 — ;